# WTA de Charleston 1 de 2021 - Duplas
Nicole Melichar e Demi Schuurs derrotaram Marie Bouzková e Lucie Hradecká na final por 6–2, 6–4, conquistando o título de duplas do WTA de Charleston (Volvo Car Open) de 2021. É o terceiro título da parceria.
Anna-Lena Grönefeld e Alicja Rosolska eram as últimas campeãs, na edição de 2019. Nenhuma delas defendeu o título porque Grönefeld já tinha se aposentado e Rosolska não participou deste evento.

## Cabeças de chave
1. Nicole Melichar /  Demi Schuurs (Campeãs)
2. Tímea Babos /  Veronika Kudermetova (Quartas de final, desistiram)
3. Xu Yifan /  Zhang Shuai (1ª fase)
4. Alexa Guarachi /  Desirae Krawczyk (Semifinais)

## Chave principal

### Legenda
| - Q = Qualifier - WC = Wild Card (convidado/a) - LL = Lucky Loser | - Alt = Alternate - SE = Special Exempt - PR = Protected Ranking (ranking protegido) | - w/o ou w.o. = Walkover (não compareceu) - r ou ab. = Retired (abandonou) - d = Defaulted (desclassificado) |

| Primeira fase | Primeira fase                 | Primeira fase | Primeira fase | Primeira fase |  |  | Quartas de final | Quartas de final       | Quartas de final | Quartas de final | Quartas de final |  |  | Semifinais | Semifinais             | Semifinais | Semifinais | Semifinais |  |  | Final | Final                 | Final | Final | Final |
|               |                               |               |               |               |  |  |                  |                        |                  |                  |                  |  |  |            |                        |            |            |            |  |  |       |                       |       |       |       |
| 1             | N Melichar D Schuurs          | 3             | 6             | [10]          |  |  |                  |                        |                  |                  |                  |  |  |            |                        |            |            |            |  |  |       |                       |       |       |       |
| PR            | E Perez C Vandeweghe          | 6             | 1             | [4]           |  |  | 1                | N Melichar D Schuurs   | 6                | 6                |                  |  |  |            |                        |            |            |            |  |  |       |                       |       |       |       |
|               | O Jabeur A Potapova           | 6             | 6             |               |  |  |                  | O Jabeur A Potapova    | 3                | 2                |                  |  |  |            |                        |            |            |            |  |  |       |                       |       |       |       |
| PR            | O Kalashnikova A Kudryavtseva | 1             | 4             |               |  |  |                  |                        |                  |                  |                  |  |  | 1          | N Melichar D Schuurs   | 7          | 6          |            |  |  |       |                       |       |       |       |
| 3             | Y Xu S Zhang                  | 1             | 4             |               |  |  |                  |                        |                  |                  |                  |  |  |            | G Dabrowski A Muhammad | 5          | 1          |            |  |  |       |                       |       |       |       |
| WC            | C Dolehide E Navarro          | 6             | 6             |               |  |  | WC               | C Dolehide E Navarro   | 4                | 2                |                  |  |  |            |                        |            |            |            |  |  |       |                       |       |       |       |
|               | G Dabrowski A Muhammad        | 6             | 3             | [10]          |  |  |                  | G Dabrowski A Muhammad | 6                | 6                |                  |  |  |            |                        |            |            |            |  |  |       |                       |       |       |       |
|               | D Jurak A Klepač              | 4             | 6             | [5]           |  |  |                  |                        |                  |                  |                  |  |  |            |                        |            |            |            |  |  | 1     | N Melichar D Schuurs  | 6     | 6     |       |
|               | S Kenin B Mattek-Sands        | 3             | 3             |               |  |  |                  |                        |                  |                  |                  |  |  |            |                        |            |            |            |  |  |       | M Bouzková L Hradecká | 2     | 4     |       |
|               | C Gauff C McNally             | 6             | 6             |               |  |  |                  | C Gauff C McNally      |                  |                  |                  |  |  |            |                        |            |            |            |  |  |       |                       |       |       |       |
| PR            | V King Y Shvedova             | 2             | 65            |               |  |  | 4                | A Guarachi D Krawczyk  | w/o              |                  |                  |  |  |            |                        |            |            |            |  |  |       |                       |       |       |       |
| 4             | A Guarachi D Krawczyk         | 6             | 7             |               |  |  |                  |                        |                  |                  |                  |  |  | 4          | A Guarachi D Krawczyk  | 3          | 6          | [7]        |  |  |       |                       |       |       |       |
|               | M Bouzková L Hradecká         | 6             | 6             |               |  |  |                  |                        |                  |                  |                  |  |  |            | M Bouzková L Hradecká  | 6          | 0          | [10]       |  |  |       |                       |       |       |       |
|               | H Carter L Stefani            | 2             | 4             |               |  |  |                  | M Bouzková L Hradecká  | w/o              |                  |                  |  |  |            |                        |            |            |            |  |  |       |                       |       |       |       |
|               | M Doi N Hibino                | 3             | 4             |               |  |  | 2                | T Babos V Kudermetova  |                  |                  |                  |  |  |            |                        |            |            |            |  |  |       |                       |       |       |       |
| 2             | T Babos V Kudermetova         | 6             | 6             |               |  |  |                  |                        |                  |                  |                  |  |  |            |                        |            |            |            |  |  |       |                       |       |       |       |